# Indúsio
Indúsio é a proteção dos esporângios (estruturas que formam e guardam esporos) que alguns fungos e plantas do grupo das Pteridófitas possuem.